# Wielec
Wielec (biał. Вялец; ros. Велец) – wieś na Białorusi, w obwodzie witebskim, w rejonie głębockim, w sielsowiecie Plissa.

## Historia
W czasach zaborów wieś w gminie Plissa, w powiecie dzisieńskim, w guberni wileńskiej Imperium Rosyjskiego. Pod koniec XIX wieku należała do dóbr Mniuta, własność Brzostowskich.
W latach 1921–1945 wieś leżała w Polsce, w województwie wileńskim, w powiecie dziśnieńskim w gminie Plisa.
Według Powszechnego Spisu Ludności z 1921 roku zamieszkiwały tu 172 osoby, 165 było wyznania prawosławnego a 7 mojżeszowego. Jednocześnie 5 mieszkańców zadeklarowało polską a 167 białoruską przynależność narodową. Było tu 28 budynków mieszkalnych. W 1931 w 34 domach zamieszkiwało 185 osób.
Wierni należeli do parafii rzymskokatolickiej w Bobrowszczyźnie i prawosławnej w Hołubiczach. Miejscowość podlegała pod Sąd Grodzki w Głębokiem i Okręgowy w Wilnie; właściwy urząd pocztowy mieścił się w Hołubiczach.
W wyniku napaści ZSRR na Polskę we wrześniu 1939 miejscowość znalazła się pod okupacją sowiecką. 2 listopada została włączona do Białoruskiej SRR. Od czerwca 1941 roku pod okupacją niemiecką. W 1944 miejscowość została ponownie zajęta przez wojska sowieckie i włączona do Białoruskiej SRR.
Od 1991 w składzie niepodległej Białorusi.

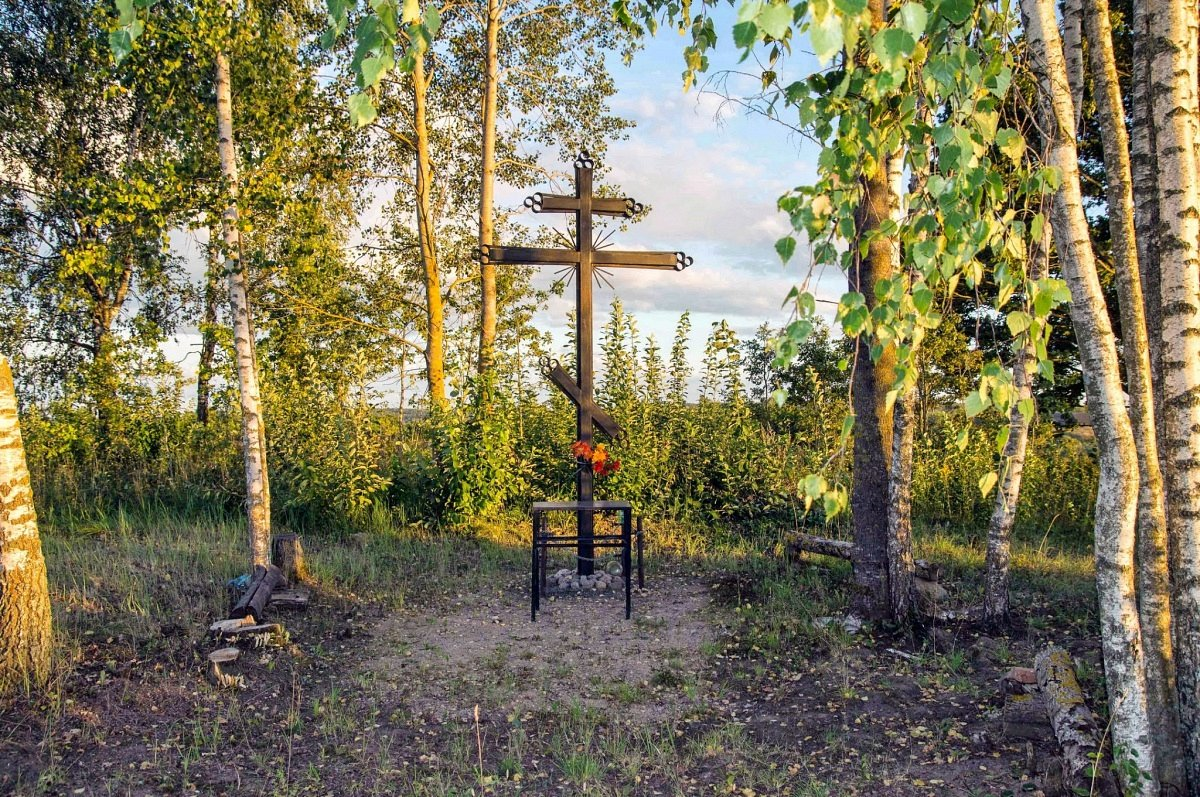
Miejsce gdzie stała cerkiew
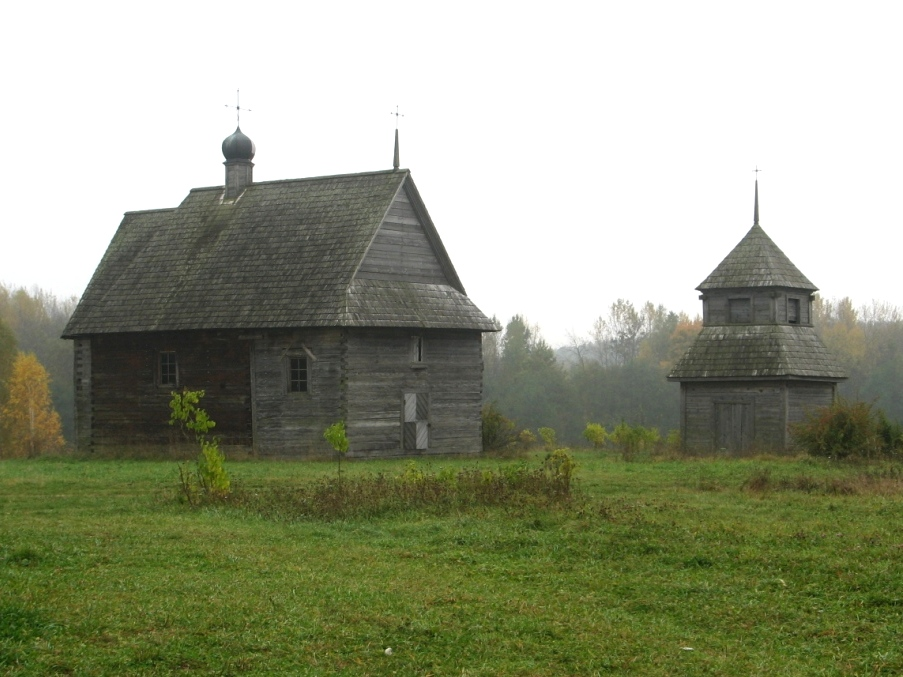
Cerkiew św. Trójcy z Wielec
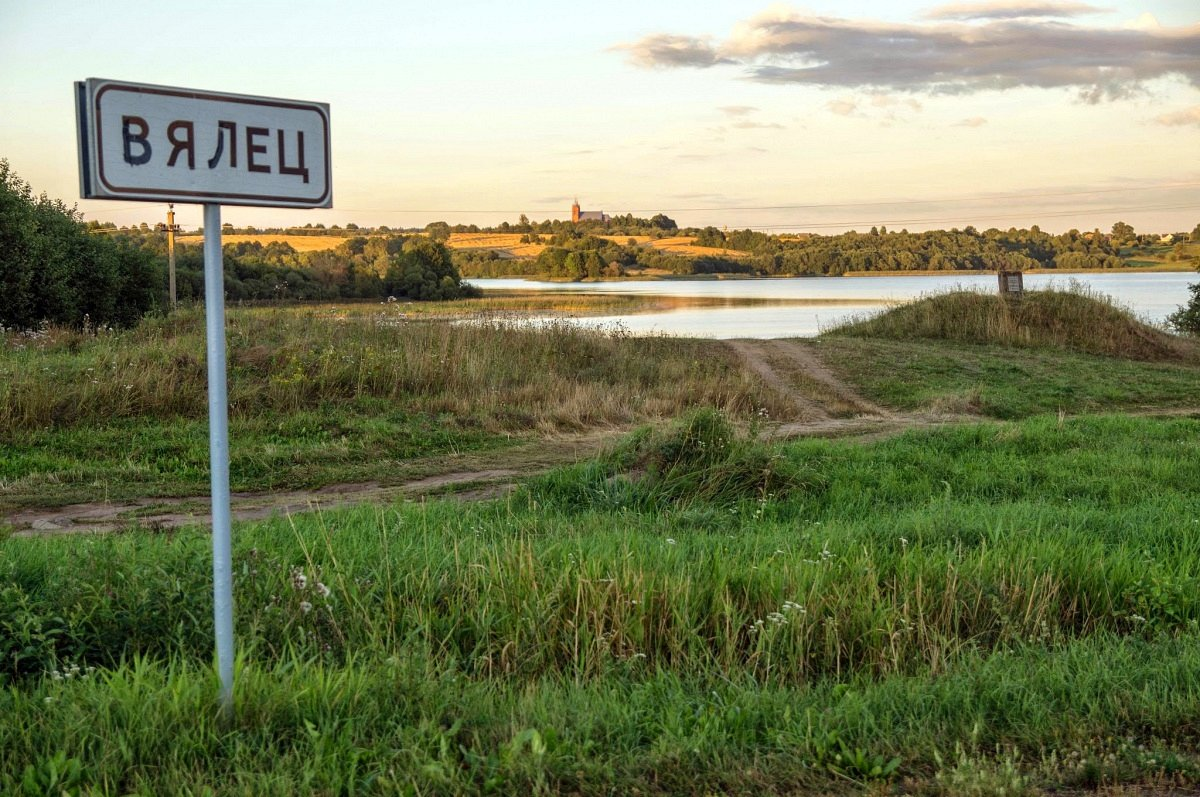
Drogo do wsi obok jeziora Mniuta